# Bibliothèque Estense

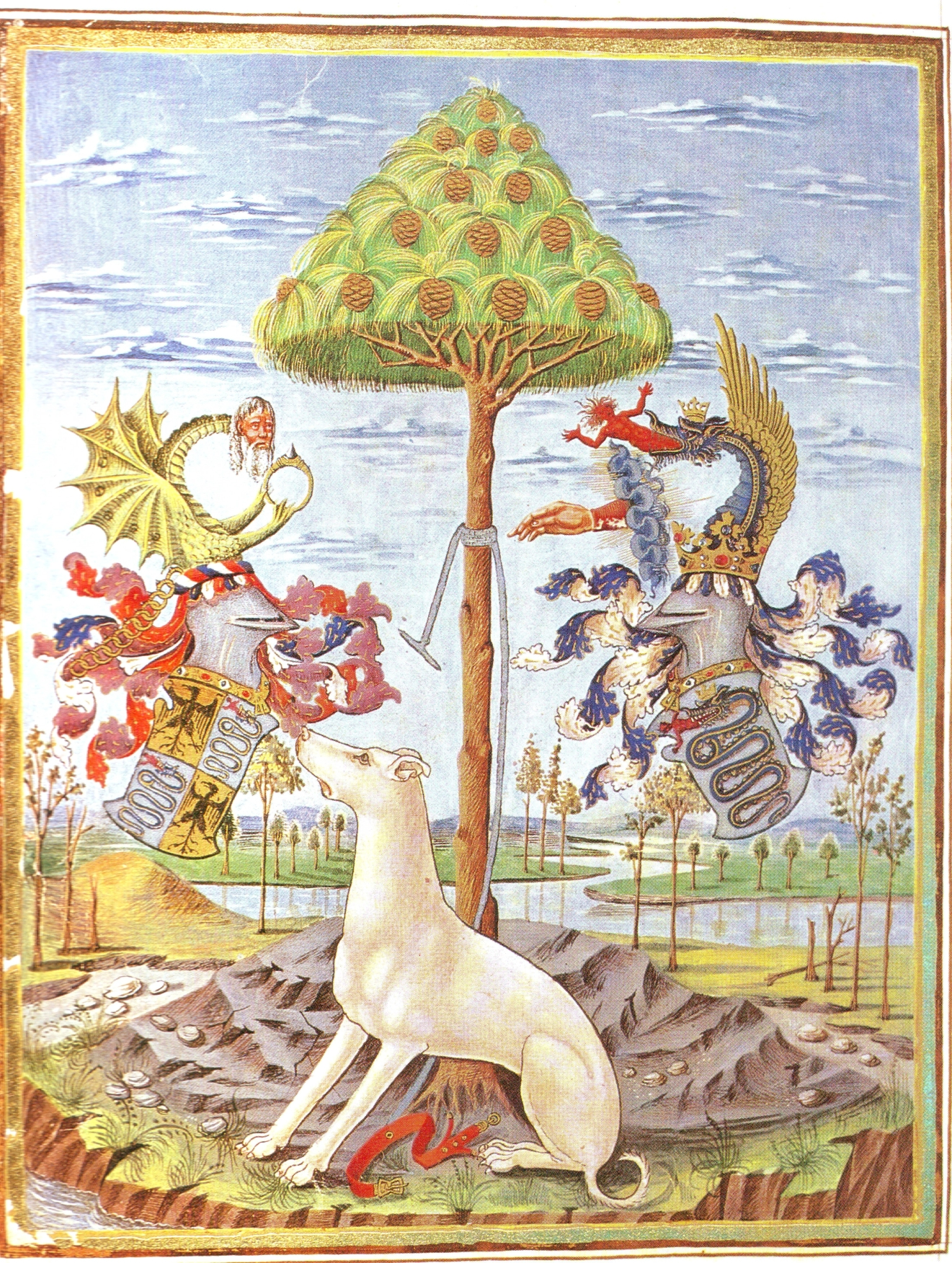
Codex De Sphaera - 1469 Allegorie du blason de la famille Sforza

La Bibliothèque Estense (en italien : Biblioteca Estense universitaria) est une bibliothèque publique d'État en Italie située  à Modène en Émilie-Romagne.

## Particularités
Les origines de la bibliothèque remontent au XIVe siècle. Un des directeurs de la bibliothèque fut le patriote Carlo Gemelli.
La Bibliothèque Estense est une bibliothèque d'étude et de conservation. En plus des ouvrages littéraires, historiques et artistiques, elle possède de riches collections de manuscrits (miniatures et livres d'heures de l'école de Ferrare), d'antiphonaires, et d'autographes.
Elle est aussi une bibliothèque d'Université abonnée au service bibliographique national qui met à disposition environ 350 000 livres par an.

## Contenu du fonds de la bibliothèque

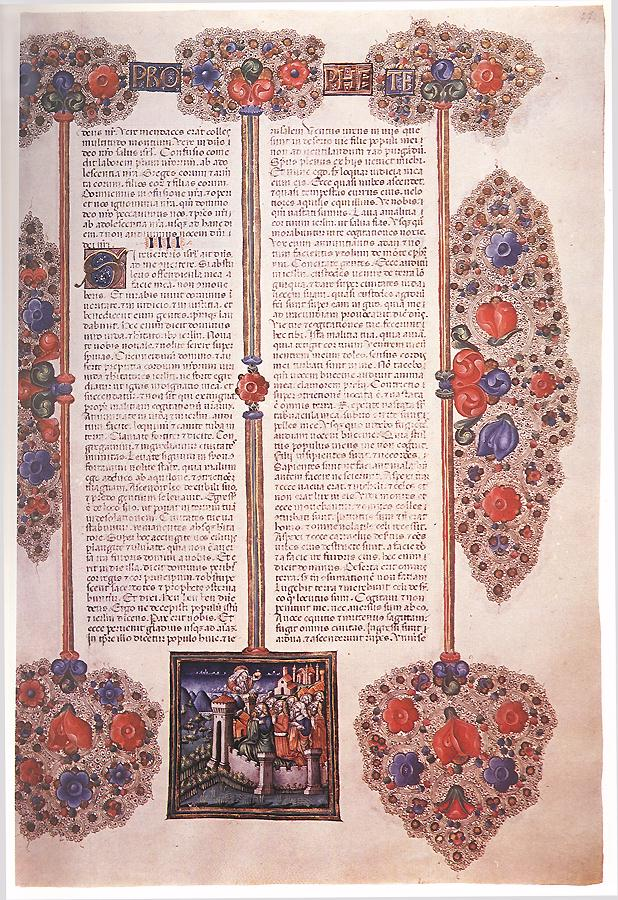
Page de la Biblia Borsi Estensis (« Bible de Borso d'Este »)

La bibliothèque possédait en 2006 11 024 livres manuscrits et 551 703 imprimés (dont 1 662 incunables et 15 956 datant du XVIe siècle), plus de 1 322 périodiques et 127 958 brochures
Depuis 1939, elle conserve les archives du philosophe et éditeur modénois Angelo Fortunato Formiggini qui, selon sa volonté, ont été données par sa veuve à la bibliothèque.